# Borleşti
Borleşti é uma comuna romena localizada no distrito de Neamţ, na região de Moldávia. A comuna possui uma área de 107.45 km² e sua população era de 9509 habitantes segundo o censo de 2007.